# 2048: Nowhere to Run
Pour plus de détails, voir Fiche technique et Distribution.
2048: Nowhere to Run (aussi connu sous les titres 2048: No Escape et 2048: Nowhere to Escape) est un court métrage américain de science-fiction, sorti en 2017.
Il sert de préquelle au long métrage Blade Runner 2049 de Denis Villeneuve, aux côtés de 2036: Nexus Dawn et de Blade Runner Black Out 2022. Le court métrage est réalisé par Luke Scott, dont le père Ridley Scott a réalisé le premier Blade Runner en 1982 et est producteur exécutif de sa suite Blade Runner 2049.

## Synopsis
Lors d'une journée dans le futur Los Angeles, Sapper Morton se retrouve à protèger une mère et sa fille de bandits,.

## Voix originales anglaises
- David Bautista : Sapper Morton
- Gerard Miller : Salt
- Gaia Ottman : Ella
- Björn Freiberg : spectateur
- Orion Ben (en) : mère d'Ella
- Adam Savage : Propriétaire d'un magasin